# Aspergillus amylovorus
Aspergillus amylovorus är en svampart som beskrevs av Panas. ex Samson 1979. Aspergillus amylovorus ingår i släktet Aspergillus och familjen Trichocomaceae.   Inga underarter finns listade i Catalogue of Life.